# Daytona Sportscar
Das Daytona Sportscar (manchmal auch Daytona Coupe genannt) ist eine australische Replika des Shelby Daytona von 1964. Der Wagen wurde von Ross Holder konstruiert, von Richard Bendell gebaut und das Fahrgestell stammte von Michael Borland. Bis heute entstanden acht Wagen bei Borland Racing Developments in Braeside (Victoria), der erste davon 2001. Der Wagen hat an verschiedenen australischen Rallyes teilgenommen, z. B. der Targa Tasmania und der Targa West.
Wie der Shelby Daytona zeigt auch das Daytona Sportscar einige Ähnlichkeit zum Ford Shelby GR-1, einem Konzeptfahrzeug, das ebenfalls auf dem 1964er-Modell basiert.

## Technische Daten
Das Daytona Sportscar wiegt 1100 kg und wird von einem GM-V8-Motor, Typ LS1, Gen. III, mit 5998 cm³ Hubraum angetrieben, wie er auch im Holden Monaro eingesetzt ist. Die Höchstgeschwindigkeit liegt bei 290 km/h. Das Fahrgestell entstand extra für diesen Wagen und besteht aus einem Gitterrahmen. Wie auch der Motor stammen viele andere Teile vom Holden Commodore SS, wie z. B. Bremsen, Räder, Differential, Lenksäule und Instrumente. Der Wagen hat ASR und ABS.

## Der tödliche Unfall
Der australische Rennfahrer Peter Brock (nicht zu verwechseln mit dem Konstrukteur des Shelby Daytona, Pete Brock) wurde am 8. September 2006 getötet, als er mit dem Daytona Sportscar von Richard Bendell auf der Targa West von der Straße abkam und gegen einen Baum prallte.
In einem Interview am Tag zuvor sagte Brock:

„It’s a beautiful designed local car with a retro body on it, so it appeals to people want a car which looks like the old 60s-style sports car, but underneath it’s two-thirds the weight of a Holden VE SS (Commodore).“ (dt.: Es ist ein wunderschön in Australien konstruiertes Auto mit Retro-Karosserie, es spricht Leute an, die ein Auto wollen, das wie ein alter Sportwagen im Stil der 1960er-Jahre aussieht, aber nur 2/3 des Gewichtes eines Holden VE SS hat.)